# Teichomyza fusca
Teichomyza fusca – gatunek muchówki z rodziny wodarkowatych i podrodziny Ephydrinae.
Gatunek ten opisany został w 1835 roku przez Justina P.M. Macquarta.
Muchówka o ciele długości około 4 mm, matowym, ubarwionym brązowo, długo owłosionym. Głowa jej ma długie szczecinki wzdłuż dolnej krawędzi, głębokie rowki czułkowe oraz silnie powiększone dwa początkowe człony czułków. Tułów ma na śródpleczu dwa podłużne pasy bez owłosienia. Skrzydła są przyciemnione. U samca odnóża środkowej pary mają długie szczecinki na spodnich powierzchniach ud, a piąty tergit odwłoka jest znacznie dłuższy niż czwarty.
Larwy przechodzą rozwój w płynnych odchodach i moczu.
Owad znany z Hiszpanii, Irlandii, Wielkiej Brytanii, Francji, Belgii, Holandii, Niemiec, Włoch, Szwecji, Finlandii, Polski i krainy neotropikalnej.